# Suchodół Szlachecki
Suchodół Szlachecki – wieś w Polsce położona w województwie mazowieckim, w powiecie sokołowskim, w gminie Sabnie. 
W skład sołectwa Suchodół wchodzą wsie Suchodół Włościański,  Suchodół Szlachecki i Klepki.
W latach 1975–1998 miejscowość administracyjnie należała do województwa siedleckiego.